# H. Gordon Skilling
Harold Gordon Skilling (* 12. Februar 1912 in Toronto, Ontario; † 2. März 2001 ebenda) war ein kanadischer Historiker und Hochschullehrer, der sich insbesondere mit der Geschichte Osteuropas und der Geschichte der Tschechoslowakei befasste.

## Leben

### Studium und Hochschullehrer
Harold Gordon Skilling, Sohn von William Watt Skilling und dessen Ehefrau Alice Stevenson, begann nach dem Schulbesuch ein Studium der Politikwissenschaft an der University of Toronto, das er 1934 mit einem Bachelor of Arts (B.A. Political Science) beendete. Ein grundständiges Studium am Christ Church der University of Oxford beendete er 1936 ebenfalls mit einem Master of Arts (MA). Mit finanzieller Unterstützung durch ein Rhodes-Stipendium schloss er 1940 seine Promotion zum Doctor of Philosophy (Ph.D.) an der University of London mit der Dissertation The German-Czech national conflict in Bohemia, 1879–1893 ab.
Nach seiner Rückkehr war Skilling von 1941 bis 1947 zunächst als Assistant Professor an der University of Wisconsin tätig und übernahm daraufhin 1947 eine Professur am Dartmouth College, an dem er bis 1958 unterrichtete. 1958 folgte er dem Ruf auf eine Professur an der University of Toronto und lehrte dort bis zu seiner Emeritierung 1982. In seiner Lehr- und Forschungstätigkeit befasste er sich insbesondere mit der Geschichte Osteuropas und der Geschichte der Tschechoslowakei. 1970 wurde er Mitglied der Royal Society of Canada. 1981 wurde er zudem mit der Innis-Gérin Medal der Royal Society of Canada für einen herausragenden und nachhaltigen Beitrag zur Literatur der Sozialwissenschaften ausgezeichnet.
Aus seiner am 16. Oktober 1937 geschlossenen Ehe mit Sally Bright, die 1990 verstarb, gingen die beiden Söhne David und Peter hervor.

### Werke und Wirken
In neun Studien, aus denen Communism, National and International. Eastern Europe After Stalin (1964) besteht, analysierte Skilling die Entwicklung der kommunistischen Systeme in den verschiedenen Ländern Osteuropas, mit besonderem Schwerpunkt auf den Entwicklungen nach dem XXII. Parteitag der KPdSU (17. bis 31. Oktober 1961). Seine Schlussfolgerung war, dass die Zukunft des Kommunismus nicht nur außerhalb der Kontrolle des Westens, sondern auch außerhalb der Kontrolle der kommunistischen Führer liegt. Für die westliche Politik befürwortete er einen subtilen und zurückhaltenden Ansatz und vermied sowohl die extreme Haltung, den Kommunismus als einen monolithischen Feindblock zu betrachten, als auch die, die kommunistischen Staaten offen zu spalten und voneinander zu trennen. Der wahrscheinlichste Trend, sagte er voraus, wird eher die Evolution innerhalb des Kommunismus sein als seine vollständige Ersetzung durch ein anderes System. Diese Arbeit hatte einen entscheidenden Beitrag zum Studium der russischen und osteuropäischen Angelegenheiten geleistet. Basierend auf wissenschaftlicher Forschung war es in einer nicht-technischen Sprache geschrieben und es gelang ihm bewundernswert, ein sehr kompliziertes Thema in relativ einfachen Worten zu analysieren.
Etwa acht Monate lang im Jahr 1968 erlebte die Tschechoslowakei mit dem sogenannten Prager Frühling schnelle und radikale Veränderungen, die in der Geschichte der kommunistischen Reformen beispiellos waren. In den folgenden acht Monaten wurden diese Veränderungen dramatisch rückgängig gemacht. Skilling lieferte mit Czechoslovakia’s Interrupted Revolution (1976) eine umfassende Analyse der Ereignisse von 1968 und bewertete ihre Bedeutung sowohl für die Tschechoslowakei als auch für den Kommunismus im Allgemeinen. Die Darstellung des Autors basierte auf allen verfügbaren schriftlichen Quellen, einschließlich unveröffentlichter Dokumente der Kommunistischen Partei (Komunistická strana Československa) und Interviews, die 1967, 1968 und 1969 in der Tschechoslowakei geführt wurden. Er untersuchte den historischen Hintergrund, die wichtigsten Reformen und politischen Kräfte von 1968, internationale Reaktionen, die sowjetische Intervention und den Zusammenbruch des Experiments. Abschließend betrachtete er mit seinen Schlussfolgerungen die Ereignisse des Prager Frühlings als eine Bewegung revolutionären Ausmaßes. Innis-Gérin Medal
Der Bericht des Autors basiert auf allen verfügbaren schriftlichen Quellen, einschließlich unveröffentlichter Dokumente der Kommunistischen Partei und Interviews, die 1967, 1968, 1969 in der Tschechoslowakei geführt wurden. Er untersucht den historischen Hintergrund, die wichtigsten Reformen und politischen Kräfte im Jahr 1968, internationale Reaktionen, die sowjetische Intervention, und den Zusammenbruch des Experiments, abschließend mit seinen Gründen dafür, die Ereignisse des Prager Frühlings als eine Bewegung revolutionären Ausmaßes zu betrachten.
Samizdat and an Independent Society in Central and Eastern Europe (1989), eine Studie über das „selbstständige Leben der Gesellschaft“ in Mittel- und Osteuropa, untersuchte die Formen selbstständiger Tätigkeit in der damaligen Zeit. Eingeschlossen waren autonomes Familienleben, Religion und Nationalismus, die zweite Ökonomie, „Samisdat“-Kommunikation, die zweite Kultur und soziale Abweichung.

## Veröffentlichungen
- The German-Czech national conflict in Bohemia, 1879–1893, Dissertation, London, 1940
- Canadian Representation Abroad. From Agency to Embassy, 1945
- Eastern Europe in flux, Toronto, Canadian Association for Adult Education, 1949
- Communism, National and International. Eastern Europe After Stalin, 1964, ISBN 978-0-8020-6030-3
- The Governments of Communist East Europe, 1966, ISBN 978-0-690-33899-7
- The Czech renascence of the nineteenth century. Essays presented to Otakar Odložilík in honour of his seventieth birthday, Mitherausgeber Peter Brock, University of Toronto Press, 1970
- Pressure groups in der Sowjetunion, Mitautor Franklyn Griffiths, 1974, ISBN 978-3-203-50511-4
- Czechoslovakia’s Interrupted Revolution, 1976, Neuauflage 2016, ISBN 978-0-691-64418-9
- Charter 77 and Human Rights in Czechoslovakia, 1981
- Repression and dissent in Soviet foreign policy, Friedrich-Ebert-Stiftung, Bonn 1984
- Samizdat and an Independent Society in Central and Eastern Europe, 1989, ISBN 978-0-8142-0487-0
- Civic freedom in Central Europe : voices from Czechoslovakia, Mitautor Paul R. Wilson, Houndmills, Basingstoke, Macmillan, 1991
- Czechoslovakia, 1918–88. Seventy years from independence, New York, St. Martin’s Press, 1991
- T.G. Masaryk. Against the current, 1882–1914, Pennsylvania State University Press, 1994
- The Education of a Canadian. My Life as a Scholar and Activist, Memoiren, 2000, ISBN 978-0-88629-357-4 (Onlineversion)
- Mother and Daughter. Charlotte and Alice Masaryk, 2001, ISBN 978-80-86520-00-1

## Hintergrundliteratur
- Susan Gross Solomon: Pluralism in the Soviet Union. Essays in honour of H. Gordon Skilling, New York, St. Martin’s Press, 1982